# الحفرة (حزم العدين)

تعديل مصدري - تعديل

الحفرة محلة تابعة لقرية الشعوب، التابعة لعزلة الاصيور بمديرية حزم العدين إحدى مديريات محافظة إب في الجمهورية اليمنية، بلغ تعداد سكانها 23 حسب تعداد اليمن لعام 2004.